# Contrafacia minutaea
Contrafacia minutaea är en fjärilsart som beskrevs av Johnson 1989. Contrafacia minutaea ingår i släktet Contrafacia och familjen juvelvingar. Inga underarter finns listade i Catalogue of Life.